# 国道16号線 (モロッコ)
国道16号線（こくどう16ごうせん、アラビア語: الطريق الوطنية رقم 16、フランス語: Route nationale 16、N16）は、モロッコのタンジェ北東部からサイディアに至る、総距離507キロメートル (km) の一般道路である。ルートは地中海に沿って作られている。

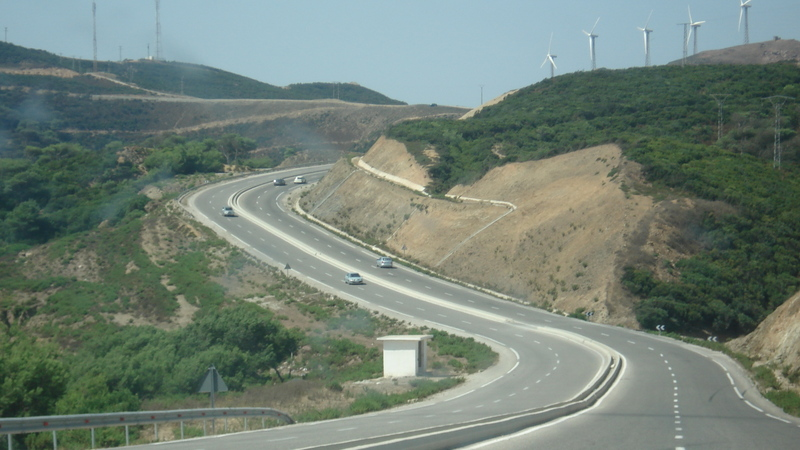
フニデク付近（2009年撮影）

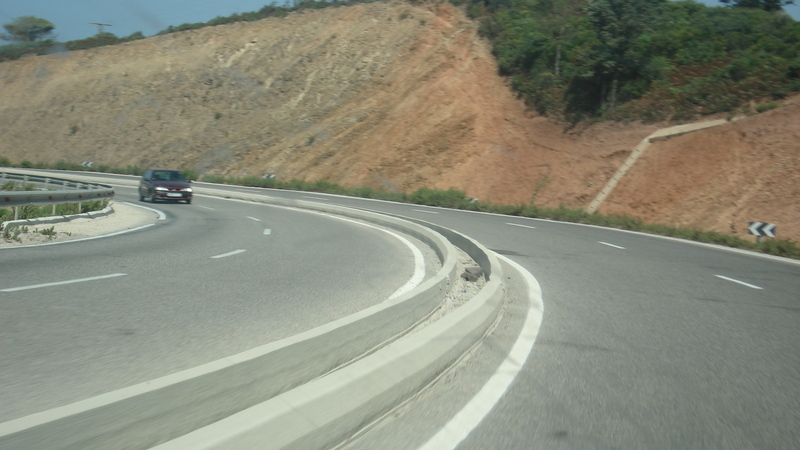
中央分離帯が設置されている

2012年8月12日に最終区間が開通した。